# Krzekowo (Radowo Małe)
Krzekowo (deutsch Wilhelmsthal) ist ein unbewohnter Wohnplatz (Wüstung) in der Woiwodschaft Westpommern in Polen. Er gehört zur Gmina Radowo Małe (Gemeinde Klein Raddow) im Powiat Łobeski (Labeser Kreis).
Der Wohnplatz liegt in Hinterpommern, etwa 60 Kilometer nordöstlich von Stettin und etwa 18 Kilometer westlich der Kreisstadt Labes. 
Das Vorwerk Wilhelmsthal gehörte seit dem 19. Jahrhundert zum Gutsbezirk Hoffelde. Im Jahre 1910 wurden im Vorwerk Wilhelmsthal 24 Einwohner gezählt.
Später wurde der Gutsbezirk Hoffelde mit Wilhelmsthal in die Landgemeinde Roggow A eingemeindet. Bis 1945 bildete Wilhelmsthal einen Wohnplatz in der Gemeinde Roggow A und gehörte mit dieser zum Kreis Regenwalde der preußischen Provinz Pommern.
Nach dem Zweiten Weltkrieg kam Wilhelmsthal, wie ganz Hinterpommern, an Polen. Es erhielt den polnischen Ortsnamen „Krzekowo“. Heute liegt der Wohnplatz in der polnischen Gmina Radowo Małe (Gemeinde Klein Raddow), in der er zum Schulzenamt Rogowo (Roggow A) gezählt wird und unbewohnt ist.